# Office des brevets de l'Estonie
L’office des brevets de l'Estonie (en estonien : Eesti Patendiamet) est un agence gouvernementale de l'Estonie,.

## Présentation
L'Office estonien des brevets est un organisme gouvernemental opérant sous la juridiction du ministère de la Justice pour la protection de la propriété intellectuelle.
L'Office des brevets assure la protection juridique des brevets, des marques, des plans et modèles industriels, des schémas de microcircuits. 
Le but de l'activité est la mise en œuvre de la politique économique de l'État dans le domaine de la protection juridique de la propriété industrielle.

## Missions
Ses missions principales sont:
- accorder une protection juridique aux objets de propriété industrielle (inventions, marques, solutions de conception industrielle, topologies de microcircuits) au nom de l'État estonien et informer le public sur l'octroi de la protection juridique et sa validité par le biais de publications officielles, qui sont également distribuées par le Centre estonien de propriété intellectuelle et de transfert de technologie (anciennement Centre d'information sur les brevets).

- participer à l'élaboration de la législation concernant son domaine d'activité et faire des propositions pour la modifier et la compléter

- participer à l'élaboration de politiques, de stratégies et de plans de développement liés à leur domaine d'activité

- préparer et mettre en œuvre des projets liés à son domaine d'activité, y compris la participation à la  préparation et à la mise en œuvre de projets internationaux.